# NGC 7764A/1
NGC 7764A/1 је галаксија у сазвежђу Феникс која се налази на NGC листи објеката дубоког неба.
Деклинација објекта је - 40° 48' 15" а ректасцензија 23h 53m 20,1s. Привидна величина (магнитуда) објекта NGC 7764 износи 15,2 а фотографска магнитуда 16,0. NGC 7764A1 је још познат и под ознакама ESO 293-8, MCG -7-1-1, AM 2350-410, PGC 72755.